# Gottlob! nun geht das Jahr zu Ende
Gottlob! nun geht das Jahr zu Ende (Dieu soit loué ! Voilà que l’année se termine), BWV 28, est une cantate religieuse de Johann Sebastian Bach composée à Leipzig en 1725.

## Histoire et livret
Bach écrivit cette cantate pour le premier dimanche après Noël qui tombait cette année le 30 décembre 1725, date de la première présentation. Pour cette destination liturgique, deux autres cantates ont franchi le seuil de la postérité : les BWV 122 et 152. 
Les lectures prescrites pour ce jour étaient Galates 4: 1-7 et Luc. 2: 33-40.
Les textes émanent de plusieurs auteurs. Erdmann Neumeister pour les mouvements 1, 4 et 5 (ce sera le dernier emprunt à cet auteur), Johann Gramann pour le deuxième mouvement, Paul Eber pour le choral final et le livre de Jérémie, chapitre 32, verset 41 pour le troisième mouvement.	
L'auteur du thème choral, Helft mir Gotts Güte preisen (Zahn 5267) est inconnu.

## Structure et instrumentation
La cantate est écrite pour cornet à bouquin, trois hautbois, trois trompettes, taille (hautbois ténor), deux violons, alto et basse continue avec quatre voix solistes (soprano, alto, ténor, basse) et chœur à quatre voix.
Il y a six mouvements :
1. aria (soprano) : Gottlob! nun geht das Jahr zu Ende
2. chœur : Nun lob, mein Seel, den Herren
3. récitatif (basse) (arioso) : So spricht der Herr
4. récitatif (ténor) : Gott ist ein Quell
5. aria (duo alto et ténor) : Gott hat uns im heurigen Jahre gesegnet
6. choral : All solch dein Güt wir preisen